# 牧杖 (亞利桑那州)
牧杖（英語：Crozier）是位於美國亞利桑那州莫哈維縣的一個人口普查指定地區。根據2010年美國人口普查，該地共人口500人，而該地的面積約為2.72平方千米。

## 地理
牧杖的座標為35°25′22″N 113°38′55″W / 35.42278°N 113.64861°W，而該地最高點為海拔高度1214米（即3983英尺）。